# Легенда (нумизматика)
Леге́нда — совокупность всех надписей на аверсе, реверсе и гурте монеты (слова, сокращения, буквы). Таким образом различают «аверсную легенду», «реверсную легенду» и «гуртовую легенду».
На наиболее древних греческих монетах надпись-легенда отсутствовала, на них помещались первые буквы названий городов, где они были выпущены. Позже стали появляться надписи, они включали в себя название города, имя городского официального лица, монетного мастера. В эпоху эллинизма надписи стали подробнее и длиннее.
Как правило, легенда содержит название или аббревиатуру банка-эмитента или монетного двора. На юбилейных монетах даётся краткое описание определённого исторического события, персоны и т. д. Легенда монеты зачастую выступает как быстрый способ (впрочем, не самый точный и не единственный) определения сохранности монеты.